# رادیو اکتیو (فیلم)
رادیواکتیو (انگلیسی: Radioactive) فیلمی در ژانر زندگی‌نامه‌ای به کارگردانی مرجان ساتراپی و نویسندگی جک تورن و محصول سال ۲۰۱۹ بریتانیا است. از بازیگران آن می‌توان به رزمند پایک در نقش ماریا اسکودوسکا کوری (ماری کوری)، سم رایلی، آنیا تیلور-جوی، آنورین برنارد و سایمون راسل بیل اشاره کرد. نخستین نمایش فیلم در سپتامبر ۲۰۱۹ و در طی جشنواره بین‌المللی فیلم تورنتو بود.

## بازیگران
- رزمند پایک در نقش ماری کوری
- سم رایلی در نقش پیر کوری
- آنیا تیلور-جوی در نقش آیرین کوری
  - آریلا گلسر در کودکی نقش آیرین کوری
  - ایندیکا واتسون در نقش آیرین کوری شش ساله
- کارا باسوم در نقش ایو کوری
- آنورین برنارد در نقش پل لانژون
- سایمون راسل بیل در نقش گابریل لیپمن
- تیم وودوارد در نقش الکساندر میلران
- جاناتان ایریس در نقش هترید
- میریام نوواک در نقش پرستار فرانسیسکو
- کوری جانسون در نقش آدام وارنر
- مایکل گولد در نقش قاضی کلارک
- تیم وودوارد

## بازخورد
در راتن تومیتوز برای این فیلم ۱۶ نقد وجود دارد که طبق آن ها ۷۵درصد رضایت کسب کرده و به‌طور متوسط نمره ۶٫۰۳ از ده را گرفته است. در متاکریتیک نیز بر اساس ۸ نقد امتیاز ۵۵ از صد را گرفته که نشانگر سطح "متوسط" برای این اثر است. 